# Marie de Mandat-Grancey
Sœur Marie de Mandat-Grancey (1837-1915) est une religieuse française.

## Biographie
Née dans une famille noble, elle entra dans l'ordre des Filles de la charité de Saint Vincent de Paul en 1857.
La guerre de 1870 la vit nommée supérieure d'un orphelinat dans les environs de Paris.
En 1886, elle devint la mère supérieure de l'hôpital français de Smyrne (appelée depuis Izmir) tenu par les Filles de la Charité.
À cette période, elle eut connaissance des visions de la mystique allemande Anne Catherine Emmerich, en informa des prêtres lazaristes, et contribua ainsi à la restauration de la Maison de la Vierge Marie et de son pèlerinage.